# Svalbarð
Die Landgemeinde Svalbarð (isländisch Svalbarðshreppur) war eine Gemeinde im Nordosten von Island am Þistilfjörður. 2022 fusionierte sie mit der Nachbargemeinde Langanesbyggð.
Am 1. Januar 2022 hatte die dünn besiedelte, 1155 km² umfassende Gemeinde 94 Einwohner. Der Sitz der Gemeindeverwaltung befand sich in Þórshöfn auf der Halbinsel Langanes.

## Geografie und Lage
Im Westen lag die Gemeinde Norðurþing, im Osten Langanesbyggð. Der nördliche Teil der Gemeinde liegt am Þistilfjörður. Svalbarðsá, Sandá, Hölkná und Hafralónsá sind bekannte Lachsflüsse. Der 703 m hohe Berg Svalbarðsnúpur liegt südlich des Ortes Svalbarð.

## Ort Svalbarð
Der Ort Svalbarð ist ein ehemaliger Gutshof mit einer Kirche. Die Holzkirche Svalbarðskirkja wurde 1848 auf Veranlassung des Pastors Vigfús Sigurðsson (1811–1889) erbaut. Zwischen 1980 und 1990 erfolgten verschiedene Renovierungsarbeiten. Die Kirche weist eine Länge von 10,70 m und eine Bereite von 5,84 m auf, und seit 1990 steht sie unter Denkmalschutz. Sie steht auf einem steinernen Sockel und hat keinen Turm oder Dachreiter, sondern über dem Eingang auf dem Dachfirst ein weißes Kreuz. In ihrem Innern ist ein Triptychon zu sehen, welches das Letzte Abendmahl darstellt.
Schon vor der Reformation stand an dieser Stelle eine Kirche, die dem Apostel Petrus geweiht war.
Auf Svalbarð fanden früher Versammlungen eines Things statt.

## Einwohnerentwicklung
Wie inzwischen nur noch wenige Gebiete Islands außer dem Südwesten rund um die Hauptstadt Reykjavík ist Svalbarð von Bevölkerungsrückgang betroffen.
| Datum * | Einwohner |
| ------- | --------- |
| 1997    | 123       |
| 2003    | 126       |
| 2004    | 119       |
| 2005    | 109       |
| 2006    | 106       |
| 2019    | 91        |

* jeweils zum 1. Dezember

## Verkehr
Die Gemeinde ist über die Straße 85 angebunden.